# Lincoln (navrhovaný jižní stát USA)

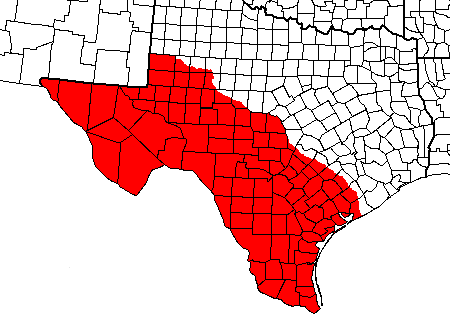
Území navrhovaného státu Lincoln na mapě Texasu

Lincoln byl navrhovaný stát USA, jehož vznik byl navrhnut v roce 1869, po Americké občanské válce. Měl vzniknout v jižní části Texasu (území západně od řeky Colorado). Stát měl nést jméno po americkém presidentu Abrahamovi Lincolnovi. Po Americké občanské válce vzniklo více návrhů jak rozdělit Texas, ale většina z nich se ani nedostalo na projednání do Kongresu. Návrh o státě Lincoln se sice do Kongresu dostal, ale stejně jako všechny ostatní nebyl schválen.
Tento návrh nebyl jediný návrh navrhující vznik státu Lincoln v americké historii. Ve stejné době se jednalo také o vzniku státu Lincoln na severozápadě USA. Ani tento návrh ale neprošel.